# 3751 Kiang
3751 Kiang este un asteroid din centura principală, descoperit pe 10 iulie 1983 de Edward Bowell.